# Distrito electoral local 18 de Hidalgo
El Distrito electoral local 18 de Hidalgo es uno de los dieciocho distritos electorales locales del estado de Hidalgo para la elección de diputados locales. Su cabecera es la ciudad de Tepeapulco.

## Historia

### Tepeapulco como cabecera distrital

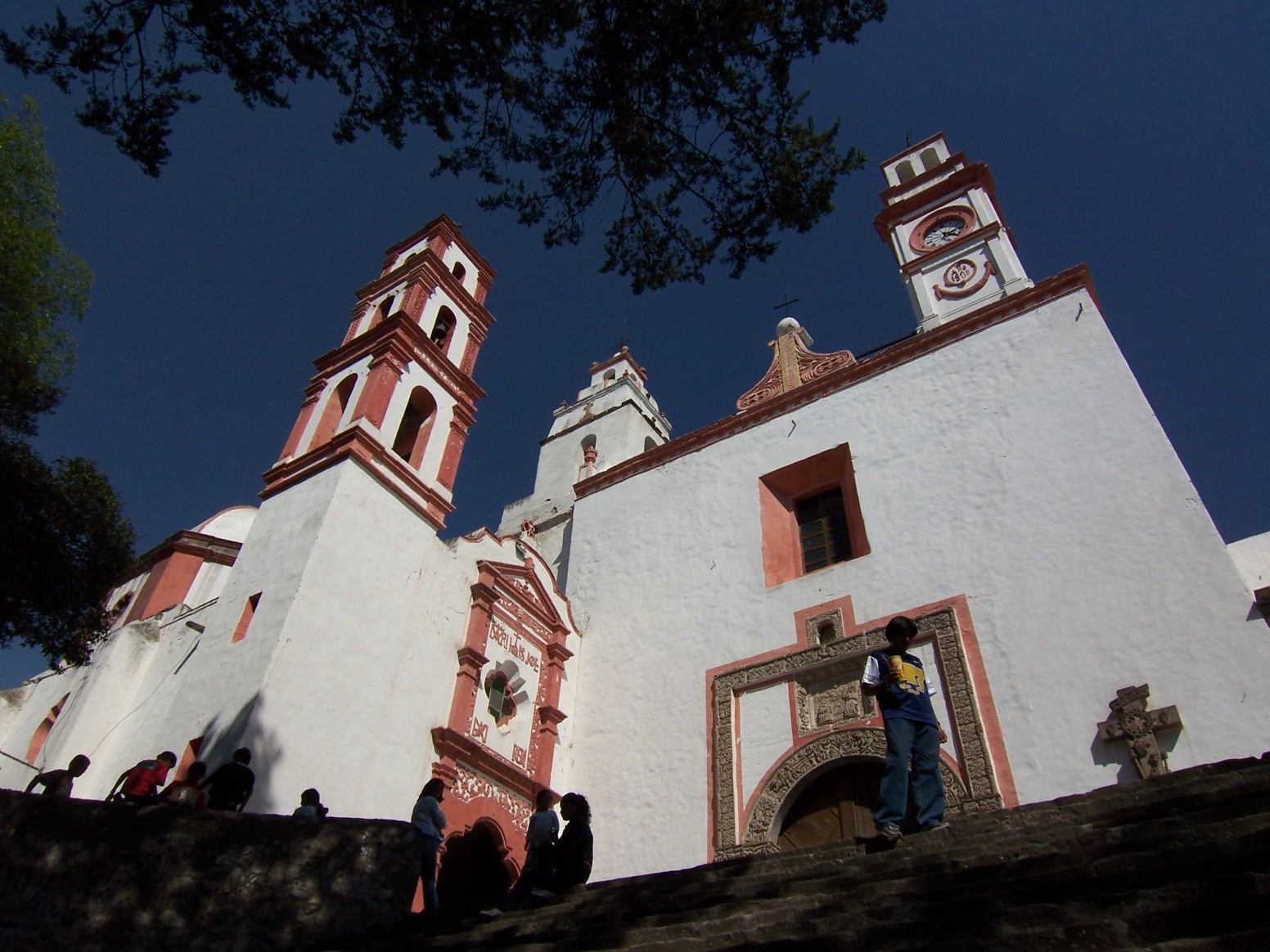
Tepeapulco sede del Consejo distrital.

El poblado de Tepeapulco nunca había sido cabecera distrital hasta el 3 de septiembre de 2015 cuando el Consejo General del Instituto Nacional Electoral (INE) aprobó los distritos electorales uninominales locales y sus respectivas cabeceras distritales de Hidalgo, que entraron en vigor para las elecciones estatales de Hidalgo en 2016. En el año 2023, se aprobó una nueva demarcación territorial, quedando Tepeapulco como cabecera distrital.

## Demarcación territorial
Este distrito está integrado por un total de cinco municipios, que son los siguientes:
- Almoloya, integrado por 13 secciones electorales.
- Apan, integrado por 25 secciones electorales.
- Cuautepec de Hinojosa, integrado por 24 secciones electorales.
- Emiliano Zapata, integrado por 8 secciones electorales.
- Tepeapulco, integrado por 38 secciones electorales.

## Diputados por el distrito
- LXIII Legislatura
  - Mayka Ortega Eguiluz, PRI (2016-2018).[9][10]
- LXIV Legislatura
  - Jorge Mayorga Olvera, MORENA (2018-2020).[11][12]
  - Luis Felipe Celis, MORENA (2020).[13][14]
  - Jorge Mayorga Olvera, MORENA (2020-2021).[15]
- LXV Legislatura
  - María Adelaida Muñoz Jumilla, PANALH (2021-2024).[16]